# Ликовни елементи
Сваки облик без обзира да ли је природан, технички или уметнички може се разложити на седам елемената, који су основна грађа сваког облика. То су линија, површина или лик, текстура, боја, валер, смер или правац и величина.  Елементи облика пренесени у ликовно дело као средство приказивања реалног света, и средство изражавања субјективног сликаревог става спрам тог света, називају се ликовним елементима. Сходно томе најчешћа је подела на седам ликовних елемената (који се приближно слично називају, у зависности од аутора). То су: црта или линија, површина или облик, текстура,боја, валер (степен светлине), смер (правац кретања) и величина.  Комбинација ових елемената може да прикаже сваку визуелну представу простора. Тачка, која је појам за пресек двеју или више линија укључена је у елементе линија-смер, а материја у визуелну представу површине (текстура).

## Линија
Линија као ликовни елемент има веома широк дијапазон изражавања. Она може да одређује смер својим током и начином кретања, затим може да одређује површину или лик. Такође линијом се може дочарати волумен, степен осветљености, а одређеним распоредом линија може се сугерисати простор. Линија по врсти може бити права, крива, испрекидана, изломљена...

## Површина или лик
Површина као ликовни елемент је носилац основног карактера облика. Сем општег карактера облика, она може да одреди и његов смер и величину. У зависности какве су контуре површине, зависи и какав утисак она оставља. Ако су јој контуре геометријске, она може деловати мирно, строго или конструктивно. Ако су јој контуре разигране, она може деловати полетно, весело...

## Текстура
Текстура као ликовни елемент ближе приказује структурални састав и грађу површине предмета. Материјали поред својих физичких и хемијских својстава имају и обележја визуелне и тактилне изражајности. Њих открива пре свега чуло вида, али она делују и на друга чула, нарочито на чуло додира. Зато текстура има посебан значај међу ликовним елементима јер активира истовремено два чулна процеса.
Распознају се две основне групе текстура:
- глатке (које могу бити мат или сјајне)
- храпаве (које такође могу бити мат или сјајне)

## Боја
Боја је један од најизражајнијих ликовних елемената. Боје су субјективни доживљаји који се јављају када на наш орган вида, дакле на око, делују светлосни таласи одређених фреквенција, јер свако тело поседује боју због селективности емисије или апсорпције светлости која осмишљава прави карактер боја. У зависности како боје примају или одбијају светлост, деле се на ахроматске и хроматске. Ако подједнако упијају или одбијају све таласне дужине светлости онда припадају ахроматској групи боја, а ако је апсорбција, односно рефлексија селективна онда припадају хроматској групи боја. У ахроматску групу спадају бела, црна и сива. 
Хроматске боје се деле на:
- примарне или основне
- секундарне или изведене
- терцијарне или интермедијарне

Основне боје су црвена, плава и жута. Оне не могу настати мешањем других боја, а њиховим мешањем настају све остале боје. Секундарне боје су наранџаста, љубичаста и зелена. Терцијарне боје настају мешањем основних и секундарних боја.
Боја испуњава целокупан човеков видљиви свет. Она не спада само у свет физике, хемије, физиологије, психологије, уметности и технике већ и у екологију, социологију, науку о симболима, психодијагностику, психотерапију итд. Она је, значи, интердисциплинарни предмет истраживања.

## Валер
Валер се дефинише као количина светлости у једној боји. Валером се, између осталог, може приказати са које стране долази светлост и које је јачине, затим који је однос између предмета и простора или позадине. За лакше разумевање валерских вредности користе се валерске скале тонова. Поступне промене називају се градација. Валерски кључ представља низ тонова од најсветлијег до најтамнијег. Низ тонова у којем је јачи контраст назива се дурски кључ, а низ тонова у којем је блажи контраст назива се молски кључ. 

## Смер
Смер као ликовни елемент сматра се једним од главних носилаца конструкције ликовног дела. Смер се може дефинисати као визуелна сила која покреће око у одређеном правцу. У зависности од кретања визуелне силе, смер може бити хоризонталан, вертикалан и коси.

## Величина
Величина је просторни интензитет облика као целине, а пропорција је однос величина унутар једног облика или однос између појединих облика унутар издвојених целина. Величина је значајан ликовни елемент, заступљен у свим ликовним подручјима, на слици, у цртежу, графици, скулптури и дизајну.